# Пренатални период
Пренатални период је време од зачећа до рођења јединке, када се процес развоја одвија у мајчиној утроби. Најновија истраживања показују да и у овом периоду на фетус делују различити средински утицаји али и унутрашњи, који долазе из интраутерине средине.

## Зигот
У целокупном човековом постојању, девет месеци које живи унутар мајчине утробе, најзначајнији су за његов раст и развој. Почиње као зигот, једна једина ћелија величине 1/15 милиметра у пречнику, тежине око 15 милиграма. На рођењу, састојимо се од око 2 милијарде ћелија и тежимо, у просеку, око 3250 грама. Промене које се дешавају у облику нису ништа мање значајне од повећања величине. Неколико првих ћелија које се формирају од зигота потпуно су идентичне, али у току неколико наредних недеља настаће много различитих врста ћелија организованих у компликовано структурисане, међузависне органе. Основни задатак у изучавању развоја јесте објаснити како се одвијају ове пренаталне промене у величини и облику.
Многи теоретичари развоја посматрају пренатални развој као модел развоја за све касније периоде, од рођења до смрти, јер се многи принципи развојних промена након рођења, могу први пут видети у акцији током пренаталног периода. За теоретичаре биолошкоматурационистичког приступа, као што је Арнолд Гезел, целокупан развој може се посматрати као процес ембриогенезе (технички назив за пренатални развој) у коме се организам развија на, наизглед, унапред одређен начин, без значајних утицаја из средине, било у утроби било након рођења. Чак и психолози који придају средини значајнију улогу у развоју, могу веровати да пренатални период пружа модел каснијег развоја. Жан Пијаже, који је заступао становиште да је развој процес конструктивне интеракције између организма и средине, тврдио је да је разумевање промена у пренаталном развоју кључ за разумевање развоја након рођења. „Дечију психологију“, говорио је, треба посматрати као „ембриогенезу органског као и менталног развоја, све до почетка зрелог развоја.
Разумевање пренатлног развоја подједнако је важно из практичних, као и из теоријских разлога. На организам у развоју неповратно утичу мајчина исхрана, здравље, узимање лекова и алкохола, емоције, окружење. Значајна истраживања посвећена су разумевању како да се заштити организам у развоју, током овог критичног периода.

### Период зигота
Током првих 8 до 10 дана након зачећа, оплођена јајна ћелија креће се полако, кроз фалопијеве тубе, до материце. Време овог путовања је кључно. Ако нови организам уђе прерано у материцу, унутрашњост материце неће бити спремна и организам ће бити уништен. Ако стигне сувише касно, неће постојати потребни услови за везивање за зид материце, и организам ће испасти из мајчиног тела.

#### Прве ћелије живота
Деоба, миотичко дељење зигота на неколико ћелија, почиње око 24 сата након зачећа, док оплођена јајна ћелија путује низ фалопијеве тубе. Једноћелијски зигот дели се на две ћерке ћелије, које се обе деле да би произвеле још по две ћерке ћелије, и тако редом. Захваљујући овом периодичном дуплирању, у тренутку када доспе до материце, организам ће се већ састојати од неколико стотина ћелија. Важна карактеристика деобе јесте да се ћелије које постоје у било ком тренутку, не деле истовремено. Уместо да се деле правилним редом из двоћелијског у четвороћелијски организам, и тако редом, ћелије се деле различитом брзином.
Ова разлика у брзини промена различитих делова организма назива се хетерохронија (буквално: „променљивост у времену“). Пошто се различити делови организма мењају различитом брзином, понашање организма биће више или мање зрело, у зависности од тога који делови организма су највише ангажовани. Дакле, неједнакост у брзини развоја узрокује још једну истакнуту карактеристику развоја - хетерогеност, или променљивост у нивоима развијености различитих делова организма.

### Јављање нових облика
Након првих неколико деоба, унутар зоне пелуциде, обликује се скупина ћелија названа морула. Током првих 4 или 5 дана након зачећа, са сваком деобом, ћелије моруле постају све мање и мање, док не достигну величину просечне ћелије тела. Иако ћелије у свакој новој „генерацији“ постају све мање, у сваком другом погледу су идентичне родитељским ћелијама, и сличне гомили пинг-понг лоптица скупљених у балону.
У овом тренутку, ћелије по први пут успостављају везу са средином ван зоне пелуциде, да би узеле храњиве материје. Ако не успоставе ту везу, деобе ће престати и организам ће умрети. Прве промене у унутрашњем облику организма настају истовремено са овим интеракцијама између организма (моруле) и његове средине (фалопијевих туба).
Прва уочљива промена у облику је појава шупљине испуњене течношћу унутар моруле. Истовремено, по први пут се могу разликовати две врсте ћелија. Ова трансформација моруле у бластоцисту је најранији пример понављања обрасца у коме се развој манифестује као процес диференцијације и поновне интеграције. У овом случају, идентичне ћелије моруле се диференцирају у две врсте ћелија које се, затим, поново интегришу у зрелији облик организма назван бластоциста. 
Две врсте ћелија у бластоцисти играју различите улоге у развоју, успостављајући две врсте интеракција са средином. Са једне стране централне шупљине је нагомилана скупина малих ћелија названих маса унутрашњих ћелија. Из ове масе ћелија развиће се сам организам. Око масе унутрашњих ћелија и шупљине, дупли слој великих, равних ћелија, названих трофобласт, формира заштитну баријеру између масе унутрашњих ћелија и средине. Касније ће се трофобласт развити у мембране које ће штитити организам у развоју, и преносити му храњиве материје. Док се диференцирају ћелије бластоцисте, распада се зона пелуцида која је окружује. Слој трофобласта сада служи као пумпа и пуни унутрашњу шупљину енергетски богатом течношћу из материце, што омогућава ћелијама да наставе деобу и организму да се развија.
Иако је једноставно описати трансформацију недиференцираних ћелија зигота, најпре у две врсте ћелија бластоцисте и, на крају, у велики број врста ћелија присутних на рођењу, механизам којим се ово дешава остаје основна загонетка развоја. Водећи научници осамнаестог века претпостављали су да, на неки начин, сви одрасли облици – глава, руке, ноге, мозак, јетра и срце – већ постоје у првим ћелијама насталим зачећем. Према овом становишту, названом преформационизам, нови облици се заправо не развијају; сви већ постоје од почетка.
Критичари преформационизма тврдили су да оплођена јајна ћелија не изгледа као беба, па зашто онда тврдити да „садржи“ бебу у облику који је само сувише мали да би се видео. Они су заступали идеју да сваки нови облик настаје кроз различите облике интеракције, које се одвијају између претходних форми и њихове средине – процес који су називали епигенеза (од грчког израза који значи „након рођења“). Ово епигенетичко објашњење сада углавном прихватају ембриолози – научници чија је специјалност рани развој организма. Проблем за епигенетичко становиште је да објасни како су различити облици интеракције одговорни за, рецимо, настанак масе унутрашњих ћелија и трофобласта од моруле. На крају, све ћелије моруле су унутар зоне пелуциде, која је унутар мајчиног репродуктивног тракта. Како можемо рећи да једна ћелија моруле има другачији контакт са средином од било које друге ћелије?
Одговор је у схватању „средине“ као непосредног окружења сваке појединачне ћелије, а не као окружења целе моруле. Ћелије моруле немају све исто окружење. Ћелије у центру моруле су окружене другим ћелијама моруле. Оне на спољашњој страни имају контакт са другим ћелијама моруле, али са друге стране су у контакту са зоном пелуцидом, која је опет у контакту са репродуктивним трактом мајке и његовим течностима.
Ова разлика у локацији може имати значајне последице. На пример, када морула почне да узима храну, храна мора проћи кроз спољашње ћелије да би дошла до оних унутрашњих. Према епигенетичком објашњењу, ћелијска деоба под тако различитим срединским условима води стварању различитих врста ћелија и новим облицима интеракције организма и средине. Овај образац се изнова понавља током развоја организма.
У деветнаестом и раном двадесетом веку, стара теорија о преформационизму сматрана је за нешто мало више од мистичне замене за науку. Међутим, тренутно јој се придаје више значаја. Као што Голд истиче: „преформационисти су били ... у праву, увиђајући да сложеност не може израсти из безобличног, сировог материјала – да нешто унутар јајне ћелије мора управљати њеним развојем.“ Међутим, то нешто није минијатурно, унапред обликовано људско биће, као што су рани преформационисти мислили. Сада се зна да оно што постоји у зиготу јесте низ кодираних инструкција, садржаних у генима.

### Имплантација
Како се бластоциста помера дубље у материцу, ћелије трофобласта испуштају сићушне „гранчице“ које се пробијају кроз сунђерасти зид материце док не дођу до мајчиних крвних судова. Тако почиње имплантација – процес током ког се бластоциста везује за материцу. Имплантација означава прелаз из периода зигота у период ембриона. Као и сви прелазни периоди у животу (рођење је посебно драматичан пример), процес имплантације је ризичан за организам. Опасност произилази из чињенице да је бластоциста, с обзиром да је настала од гена мајке и оца, генетички различита од мајке. Ако би се било које друго страно ткиво убацило у материцу жене, било би нападнуто од стране мајчиног имуног система. Али, из недовољно јасних разлога, бластоциста обично није нападнута, упркос својој генетичкој различитости.

## Ембрион
Ако је бластоциста успешно имплантирана, развој организма улази у ембрионални период, који траје око 6 недеља. Током овог периода обликују се сви основни органи тела и организам почиње да реагује на директну стимулацију. Убрзан раст је потпомогнут ефикасним начином којим мајка обезбеђује храну за организам у развоју.

### Раст ембриона
Док трофобласт формира плаценту и друге мембране које ће снабдевати и штитити ембрион, све већи број ћелија, у маси унутрашњих ћелија, почиње да се диференцира у различите врсте ћелија из којих ће постати сви органи тела. Први корак у овом процесу је раздвајање масе унутрашњих ћелија у два слоја. Из ектодерма, спољашњег слоја, настају спољашња површина коже, нокти, део зуба, сочиво ока, унутрашње ухо и нервни систем (мозак, кичмена мождина и нерви). Из ендодерма, унутрашњег слоја, развијају се дигестивни систем (систем за варење) и плућа. Убрзо након раздвајања ова два слоја, појављује се средњи слој, мезодерм; из њега се развијају мишићи, кости, циркуларни систем и унутрашњи слојеви коже.
Редослед којим се развијају делови тела следи два обрасца који се одржавају до адолесценције. Према првом, цефалокаудалном обрасцу, развој се одвија од главе на доле. На пример, руке се појављују пре ногу.
Према другом, проксимодисталном обрасцу, развој се одвија од средине организма ка периферији. Кичмена мождина се развија пре руку, надлактице пре подлактица и сл. У принципу, процес формирања органа исти је за све људске ембрионе, али разликује се у једном важном погледу – полном разликовању.

### Појава ембрионалних покрета
Када су формирани основни системи органа и нервне ћелије кичме, ембрион постаје способан за своје прве организоване одговоре на средину. Студије ембриона који су извађени из материце приликом терапеутских абортуса, показују да ће ембрион окренути главу и врат као одговор на благи додир у пределу уста. Нјегове руке ће задрхтати, горњи део тела ће се савити и, у већини случајева, отвориће уста. Ове покрете унутар материце мајка не може да осети, јер је 8 недеља стар ембрион, још увек, изузетно мали.

## Раст и развој ембриона
| Период развоја | Опис развоја унутар периода |
| -------------- | --- |
| 10-13 дана     | Ћелије се раздвајају у ектодерм, ендодерм и мезодерм. Нервна плоча, од које ће настати мозак и кичмена мождина, развија се из ектодерма. |
| Трећа недеља   | Крајем треће недеље почињу да се диференцирају три велика дела мозга – задњи мозак, средњи мозак и предњи мозак. Постоје и примитивне крвне ћелије и крвни судови. Настаје срце и почиње да куца, до краја ове недеље; ови покрети припадају мишићу срца и нису одговор на спољну стимулацију. |
| Четврта недеља | Могу се уочити зачеци ногу и руку. Почињу да се обликују очи, уши и систем за варење. Главне вене и артерије су формиране. Присутни су кичмени пршљенови и нерви добијају примитиван облик. |
| Пета недеља    | Настаје пупчана врпца. Формирају се зачеци бронхија из којих ће се развити плућа. Премишићна маса је присутна у глави, трупу и удовима. Обликују се зачеци шака. |
| Шеста недеља   | Својом величином, глава постаје доминантна. Постоје делови горње вилице, док доња вилица још није издвојена. Појављује се спољашњи део уха. Могу се уочити три основна дела мозга. |
| Седма недеља   | Почињу да се обликују лице и врат. Настају очне дупље. Стомак добија свој коначан облик и заузима место. Мишићи се убрзано развијају у целом телу и добијају своје коначне облике и везе. Нервне ћелије се развијају брзином од неколико хиљада у минути.                                      |
| Осма недеља    | Раст црева чини тело равномерно округлим. Глава је издигнута и може се уочити врат. Спољашње, средње и унутрашње ухо добијају свој облик. Крајем осме недеље, фетус је способан за неке покрете и реагује на стимулацију у пределу уста.                                                       |

## Фетус
Период фетуса почиње када су настала сва основна ткива и органи у рудиментарном облику  и када почиње ојачавање или осификација ткива од кога ће настати скелет. Током периода фетуса, који траје од осме или 9 недеље трудноће па до рођења, фетус постаје 10 пута већи и његове пропорције се драматично мењају. Сви системи органа постају сложенији и покрети постају боље координисани.

### Активност фетуса
Растућа сложеност организма током феталног периода, повезана је са променама у нивоу његове активности. Фетус почиње да покреће главу и руке. У 10. недељи, на стимулацију длана фетус ће скупити прсте, а на додир табана савити ножне прсте. Током неколико наредних недеља, покрети тела постају све разноврснији и без запињања. Спонтани трзаји и ударци удова сада су праћени споријим савијањем трупа. До краја четвртог месеца, фетус је довољно велики да мајка може осетити његове покрете.
У 17. или 18. недељи након зачећа, покрети фетуса се значајно смањују. Ова промена у складу је са развојем виших региона мозга, који омогућава сложенију контролу активности. Како ови делови мозга сазревају, почињу да инхибирају примитивније активности централног нервног сиситема које карактеришу мање зрео фетус. Ударци и савијање фетуса јењавају, и он постаје мање респонзиван на стимулацију. Овај период инхибиране активности наставља се до шестог месеца, када поново почиње тренд повећања феталне активности.
Како се приближава тренутак рођења, фетус постаје посебно активан, покречући удове, мењајући положај, чак и сиса палац. У неким случајевима, активност фетуса је ендогена; тј. произлази директно из сазревања ткива организма. У другим случајевима, покрети су јасно егзогени; активност настаје као одговор на стимулацију из средине, као када се фетус нагло помери реагујући на јак звук.

## Функције феталне активности
До недавно, многи ембриолози су веровали да активност фетуса нема никакву улогу у његовом развоју. На пример, ембриолог Хамбургер тврдио је да су структура нервног система и обрасци понашања „резултат ауто-генеративних процеса раста и сазревања који су у потпуности детерминисани наслеђеним, унутрашњим факторима“. Према овом гледишту, активност фетуса нема адаптивну вредност за организам у развоју; она је просто споредни производ физичког раста.
Међутим, подаци откривени у последњим деценијама, неке од њих дао је сам Хамбургер, указују да је активност фетуса важна за његов развој. На пример, експерименти са ембрионима пилића, указују да је њихова активност кључна за нормалан развој удова. Под нормалним условима, кичмена мождина шаље много више неурона – нервних ћелија – за повезивање удова са мозгом, него што ће животињи бити потребно када успостави пуну координацију. Многи од ових неурона одумиру, док се остали успешно повезују са мишићима (Еделман, 1987, говори о овом процесу као о „неуралном дарвинизму“). Међутим, ако је ембрион пилета имобилисан уз помоћ лекова који паралишу његове мишиће, неће доћи до елиминације вишка неурона која прати неуро-мишићни развој. Резултати су катастрофални. У току само 1 или 2 дана, зглобови ембриона пилета бивају фиксирани у ригидну структуру, што говори о томе да су покрети неопходни за развој веза међу костима.
Остаје много нејасноћа у вези са улогом феталне активности током пренаталног периода. Подаци указују да активност има значајну улогу код неких врста, али не код свих, а није било могуће прикупити директне податке од врста блиских Хомо сапиенс-у, јер је њихове ембрионе тешко, или немогуће, одржати у животу када им је поремећен развој. Међутим, јасно је да је људски фетус активан и осетљив на средину знатно пре рођења.